# Michalina Kmiecik
Michalina Kmiecik (1987–2022) – polska literaturoznawczyni specjalizująca się w historii i teorii awangardy, pracowniczka Wydziału Polonistyki Uniwersytetu Jagiellońskiego, animatorka życia akademickiego i współtwórczyni Ośrodka Badań nad Awangardą przy WP UJ.

## Publikacje

### Książki
Style zachowań awangardowych. Przypadek polski (wraz z Iwoną Boruszkowską), Wydawnictwo Uniwersytetu Jagiellońskiego, Kraków 2022.
Drogi negatywności. Nurt estetyczno-religijny w poezji i muzyce awangardowej w XX wieku, Wydawnictwo Uniwersytetu Jagiellońskiego, Kraków 2016.
Oblicza miejsca. Topiczne i atopiczne wyobrażenia przestrzeni w twórczości Juliana Przybosia, Universitas, Kraków 2013.

### Redakcje i edycje naukowe
Wat A., Dziennik bez samogłosek, transkrypcja i oprac. M. Kmiecik, Kraków 2018.
Awangarda i krytyka. Kraje Europy Środkowej i Wschodniej, red. J. Kornhauser, M. Szumna, M. Kmiecik, Kraków 2015.
Awangarda Środkowej i Wschodniej Europy – innowacja czy naśladownictwo? Interpretacje, red. M. Kmiecik, M. Szumna, Kraków 2014.

### Artykuły (wybór)
Awangarda i tekst dromoskopowy, „Teksty Drugie” 2018, nr 1, s. 272-320.
Ruchy awangardy: życie literackie w kręgu nowej sztuki w międzywojennym Krakowie / Avant-garde movements: literary life in the new art circles of interwar Krakow, [w:] Cricot idzie! = Cricot is coming!, red. K. Czerska, Kraków 2018, s. 131-151, 157-176.
Szyfr w „Dzienniku bez samogłosek” Aleksandra Wata, "Teksty Drugie" 2017, nr 4, s. 336-356.
Zapiski Aleksandra Wata z Kaiser Hospital: fragmenty autobiografii heterotopicznej, „Wielogłos” 2017, nr 1, s. 67-86.
Kosmopolityzm awangardy a możliwość pisania regionalnej historii literatury. Przypadek „Zenitu” oraz „L’art contemporain – Sztuka Współczesna”, „Rocznik Komparatystyczny” 2015, nr 6, s. 213-228.
Dykcja milcząca: Celan i Webern, „Pamiętnik Literacki” 2015, nr 3, s. 171-193.
Lęk przed świtem albo o nadziejach płynących z ciemności. Przypadek Aleksandra Wata, „Ruch Literacki" 2014, nr 3, s. 315-335.
Teoria awangardy Europy Środkowej i Wschodniej a problem powtórzenia, [w:] Awangarda Środkowej i Wschodniej Europy – innowacja czy naśladownictwo? Interpretacje, red. M. Kmiecik, M. Szumna, Wydawnictwo Uniwersytetu Jagiellońskiego Kraków 2014, s. 301-328.
Programowanie realności. Kraków oczami awangardy, [w:] Międzywojenny Kraków. Architektura. Kultura. Nauka, red. K. Daraż-Duda, J. Klaś, Wydawnictwo Episteme, Kraków 2013, s. 175-192.
Antytradycjonalizm czy inna tradycja – o awangardowej redefinicji nowości, [w:] Tradycja współcześnie – repetycja czy innowacja, red. A. Jarmuszkiewicz, J. Tabaszewska, Kraków 2012, s. 75-84.
Porządkowanie awangardy, „Wielogłos" 2012, nr 1, s. 85-105.
Milczenie Boga w twórczości literackiej Arnolda Schönberga, „Ruch Literacki" 2012, z. 3-4, s. 465-488.
Surrealizm a aleatoryzm. Przypadek „Trois poèmes d'Henri Michaux" Witolda Lutosławskiego, „Teksty Drugie" 2012, nr 1-2, s. 164-175.
Spór o nowe widzenie – kilka uwag o obecności Juliusza Słowackiego w twórczości Juliana Przybosia, „Konteksty Kultury” 2012, nr 8, s. 51-64.
Wieloznaczność mitu – o warstwowym wyobrażeniu Paryża w twórczości Juliana Przybosia, „Ruch Literacki" 2010, z. 4-5, s. 413-428.